# Rezerwat przyrody Bukowa Góra (województwo świętokrzyskie)
Rezerwat przyrody Bukowa Góra – rezerwat leśny w gminie Kluczewsko, w powiecie włoszczowskim, w województwie świętokrzyskim.
- Powierzchnia: 33,77 ha[2] (akt powołujący podawał 34,80 ha)
- Rok utworzenia: 1959
- Przedmiot ochrony: fragment lasu bukowego o charakterze pierwotnym z gatunkami roślin chronionych w runie

Rezerwat położony jest w Paśmie Przedborsko-Małogoskim, na zboczach góry Buczyna, zwanej też Bukową Górą (334 m n.p.m.) – najwyższego wzniesienia powiatu włoszczowskiego. Leży w miejscowości Rączki. Wchodzi w skład Przedborskiego Parku Krajobrazowego. W pobliżu znajduje się rezerwat przyrody Murawy Dobromierskie.
Ochroną objęto fragment lasu liściastego o charakterze pierwotnym, z drzewostanem bukowym, z domieszką dębu, grabu, jaworu i klonu. 98% drzew stanowią buki.
Występują rzadkie zbiorowiska leśne: uboga buczyna niżowa, żyzna buczyna niżowa, sudecka oraz ciepłolubna buczyna storczykowa. W podszyciu występują: trzmielina brodawkowata, szakłak, leszczyna, kalina, jałowiec i głóg. Runo leśne występuje płatami, rosną w nim m.in. żłobik koralowy, przytulia wonna, wyka leśna, czerniec gronkowy, miejscami bluszcz pospolity, pluskwica europejska, lilia złotogłów, zawilec wielkokwiatowy, wawrzynek wilczełyko, buławnik czerwony, wielkokwiatowy i mieczolistny, obuwik pospolity. Z fauny – 37 gatunków ptaków lęgowych.
Przez rezerwat przechodzi  czarny szlak turystyczny prowadzący z Białego Brzegu do Mrowiny, oraz 3 ścieżki edukacyjne.
Na terenie rezerwatu znajduje się stary szyb, wykopany w drugiej połowie XVIII wieku w celu poszukiwania złóż soli. Prowadzi do niego słabo oznakowany niebieski szlak, który w północnej części rezerwatu odchodzi na wschód od czarnego szlaku.